# Sant’Eufemia a Maiella

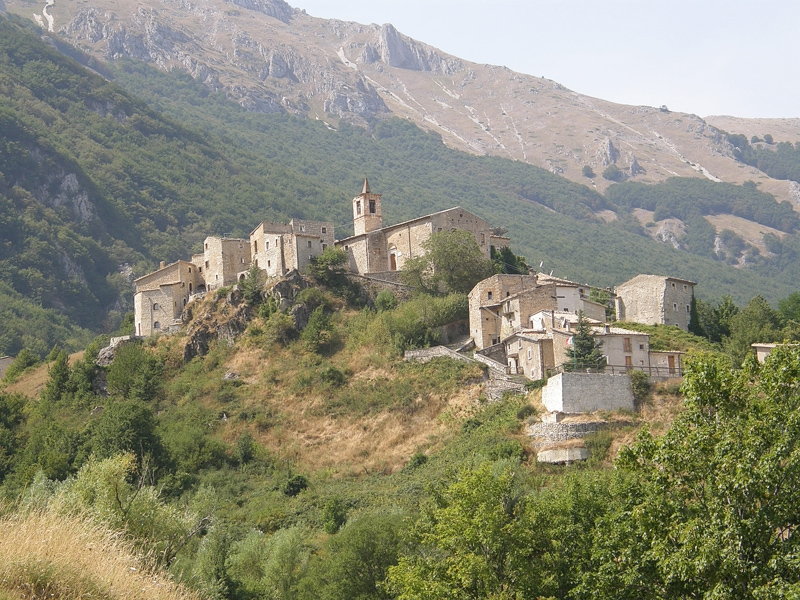
Roccacaramanico

Sant’Eufemia a Maiella – miejscowość i gmina we Włoszech, w regionie Abruzja, w prowincji Pescara.
Według danych z 2004 gminę zamieszkuje 365 osób, 9,1 os./km².